# Municipio Capulhuac
Koordinaten: 19° 12′ 0″ N, 99° 28′ 0″ W
Capulhuac ist ein Municipio im mexikanischen Bundesstaat México. Der Sitz der Gemeinde und dessen größter Ort ist Capulhuac de Mirafuentes; weitere größere Orte im Municipio sind San Miguel Almaya und San Nicolás Tlazala. Das Municipio hatte im Jahr 2010 34.101 Einwohner, ihre Fläche beträgt 32,3 km².

## Geographie
Capulhuac liegt im westlichen Teil des Bundesstaates México, 15 km südöstlich von Toluca de Lerdo.
Das Municipio grenzt an die Municipios Lerma, Ocoyoacac, Tianguistenco und San Mateo Atenco.